# Sernokorba
Sernokorba es un género de arañas araneomorfas de la familia Gnaphosidae. Se encuentra en el este de Asia y Rusia asiática.

## Lista de especies
Según The World Spider Catalog 12.0:
- Sernokorba fanjing Song, Zhu & Zhang, 2004
- Sernokorba pallidipatellis (Bösenberg & Strand, 1906)